# Jurgis Dvarionas

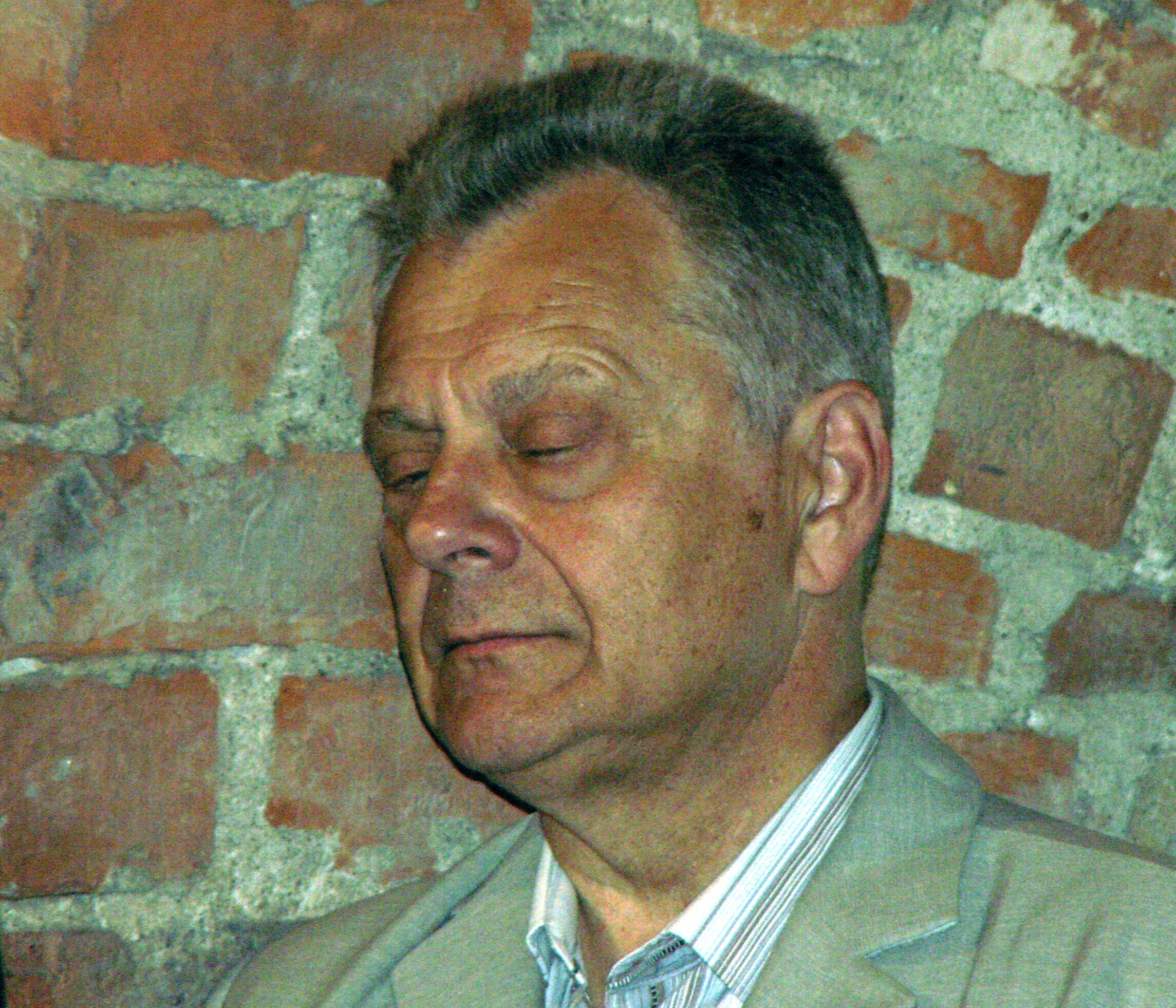
Jurgis Dvarionas

Jurgis Dvarionas (* 13. Januar 1943 in Kaunas) ist ein litauischer Geiger und Musikpädagoge, Professor.

## Leben
1965 absolvierte Dvarionas das Studium und 1969 die Aspirantur am Konservatorium Moskau. 1973 promovierte er zum Kandidat der Kunstwissenschaften.
Ab 1969 lehrte Dvarionas am Lietuvos konservatorija und ab 1992 als Professor an der Lietuvos muzikos ir teatro akademija. Von 1989 bis 1998 leitete er die Litauische Kulturstiftung (Lietuvos kultūros fondas). Von 1989 bis 1991 war er Sąjūdis-Ratsmitglied.
Dvarionas hatte Konzerte in Sowjetunion, USA, Finnland, Polen, Spanien, Deutschland. 

## Familie
Sein Vater war Balys Dvarionas (1904–1972),  Komponist, Pianist und Dirigent. Seine Mutter war Aldona Smilgaitė-Dvarionienė (1907–1982), Pianistin. Seine Schwester war Aldona Dvarionaitė (1939–2000), Pianistin.
Jurgis Dvarionas ist verheiratet und hat zwei Kinder. Sein Sohn Justas Dvarionas (* 1967) ist ein litauischer Pianist und Musikpädagoge. Seine Tochter Aistė Dvarionaitė-Beržanskienė (* 1974) ist Geigerin und Musiklehrerin.